# باب برادلی
روبرت فرانک برادلی (انگلیسی: Robert Frank Bradley؛ زادهٔ ۳ مارس ۱۹۵۸) سرمربی فوتبال اهل ایالات متحده آمریکا است.
از تیم‌هایی که در آن مربی‌گری کرده‌است می‌توان به شیکاگو فایر، مترو استارز، چیواس یواس‌ای، تیم ملی فوتبال ایالات متحده آمریکا، تیم ملی فوتبال مصر، لو آور، سوانزی سیتی و لس آنجلس اف‌سی اشاره کرد.